# Hegyhát (település)
Hegyhát (1886-ig Klokocs, szlovákul: Klokoč) község Szlovákiában, a Besztercebányai kerületben, a Gyetvai járásban.

## Fekvése
Zólyomtól 18 km-re délkeletre fekszik.

## Története
A település 1786-ban keletkezett a véglesi uradalom részeként. Első írásos említése is ebben az évben történt „Klokocsch” alakban.
A 18. század végén Vályi András így ír róla: „KLOKÓCZ. Tót falu Zólyom Várm. földes Ura H. Eszterházy Uraság, lakosai katolikusok, fekszik Végles Hutához nem meszsze, határja közép termésű.”
1828-ban 42 háza és 352 lakosa volt, akik mezőgazdasággal, állattartással, erdei munkákkal foglalkoztak.
Fényes Elek 1851-ben kiadott geográfiai szótárában így ír a faluról: „Klokócs, Zólyom m. tót falu, Nógrád szélén: 268 kath., 84 evang. lak., s felette sovány határral. F. u. h. Eszterházy. Ut. p. N.-Szalatna.”
A trianoni diktátumig Zólyom vármegye Nagyszalatnai járásához tartozott.

## Népessége
| Év:            | 1994. | 2004.   | 2014.   | 2024.   |
| -------------- | ----- | ------- | ------- | ------- |
| Emberek száma: | 467   | 469     | 503     | 472     |
| Eltérés:       |       | +0,42 % | +7,24 % | -6,16 % |

| Év:            | 2023. | 2024.   |
| -------------- | ----- | ------- |
| Emberek száma: | 479   | 472     |
| Eltérés:       |       | -1,46 % |

1910-ben 408, túlnyomórészt szlovák lakosa volt.
2001-ben 460 lakosából 456 szlovák.

## Nevezetességei
- 18. századi harangláb.
- Fakereszt a 20. század elejéről (népi alkotás).

## Külső hivatkozások
- Községinfó
- Hegyhát Szlovákia térképén
- E-obce.sk